# Pikkelyesfejű bülbül
A pikkelyesfejű bülbül (Phyllastrephus albigularis) a madarak (Aves) osztályának verébalakúak (Passeriformes) rendjébe, ezen belül a bülbülfélék (Pycnonotidae) családjába tartozó faj.

## Rendszerezése
A fajt Richard Bowdler Sharpe angol zoológus és ornitológus írta le 1881-ben, a Xenocichla nembe Xenocichla albigularis néven.

## Alfajai
- Phyllastrephus albigularis albigularis (Sharpe, 1882) – Gambiától a Kongói Demokratikus Köztársaságon keresztül nyugat-Kenyáig;
- Phyllastrephus albigularis viridiceps (Rand, 1955) – északnyugat-Angola.

## Előfordulása
Afrika nyugati és középső részén, Angola, Benin, Bissau-Guinea, Dél-Szudán, Egyenlítői-Guinea, Elefántcsontpart, Gabon, Ghána, Guinea, Kamerun, Kenya, a Kongói Demokratikus Köztársaság, a Kongói Köztársaság, a Közép-afrikai Köztársaság, Libéria, Nigéria, Sierra Leone, Szenegál, Togo és Uganda területén honos.
Természetes élőhelyei a szubtrópusi vagy trópusi síkvidéki és hegyi esőerdők, valamint száraz erdők. Állandó, nem vonuló faj.

## Megjelenése
Testhossza 17 centiméter, testtömege 17–31 gramm.

## Életmódja
Többnyire rovarokkal táplálkozik.

## Természetvédelmi helyzete
Az elterjedési területe nagyon nagy, egyedszáma pedig stabil. A Természetvédelmi Világszövetség Vörös listáján nem fenyegetett fajként szerepel.